# Академічна заборгованість
Академічна заборгованість (англ. Academic backlog) виникає у разі, коли:
- протягом навчального семестру до початку поточного семестрового контролю, визначеного навчальним планом, особа з будь-якого навчального предмета (дисципліни) набрала менше балів, ніж визначена у навчальному закладі межа незадовільного навчання;
- під час семестрового контролю з будь-якого навчального предмета (дисципліни) особа отримала менше балів, ніж визначена у навчальному закладі межа незадовільного навчання.[1]

За студентським сленгом – «хвіст».   

## Погашення академічної заборгованості
Раніше державою було встановлено особливості погашення академічної заборгованості – студентам, які одержали під час сесії не більше двох незадовільних оцінок, дозволялося ліквідувати академічну заборгованість до початку наступного семестру.  Повторне складання екзаменів допускалося не більше двох разів з кожної дисципліни: один раз викладачу, другий – комісії, яка створювалася деканом факультету (завідувачем відділення).
Сьогодні встановлення вимог та процедур з погашення академічної заборгованості знаходяться у віданні вищих начальних закладів. 
Так, Тимчасове положення про організацію освітнього процесу в НТУУ «КПІ» встановлює, що: 
- У разі отримання незадовільної оцінки, перескладання екзамену (заліку) з кредитного модуля допускається не більше двох разів. При другому перескладанні екзамен (залік) у студента може приймати комісія, яка створюється директором інституту/деканом факультету. Оцінка комісії є остаточною.
- Студентам, які одержали під час семестрового контролю не більше двох незадовільних оцінок, дозволяється ліквідувати академічну заборгованість. Ліквідація студентами академічної заборгованості проводиться протягом тижня після закінчення сесії.
- За наявності поважних причин (хвороба, сімейні обставини та ін.), що документально підтверджені, окремим студентам директор інституту/декан факультету за узгодженням з департаментом навчально-виховної роботи університету може встановлювати індивідуальний графік складання екзаменів (заліків) або ліквідації академічної заборгованості тривалістю не більше місяця з початку наступного навчального семестру. Якщо цей термін є недостатнім для виконання індивідуального графіку, розглядається питання про надання студенту академічної відпустки або повторного курсу навчання.
- наявність академічної заборгованості по закінченні встановленого терміну її ліквідації є підставою для відрахування студента: «Студенти, які не ліквідували академічну заборгованість у встановлені терміни, відраховуються з університету наказом про відрахування, який подається керівником структурного підрозділу на підпис ректору після закінчення визначеного терміну складання академічної заборгованості».[3]

Окремо на загальнодержавному рівні встановлені вимоги погашення академічної заборгованості у вищих військових навчальних закладах Міністерства оборони України (ВВНЗ) та військових навчальних підрозділах вищого навчального закладу України (ВНП ВНЗ): Курсанти (слухачі, студенти), які не виконали індивідуальні завдання або не склали диференційований залік чи екзамен з поважних причин, ліквідують академічну заборгованість у термін, встановлений керівником ВВНЗ та ВНП ВНЗ. Повторне перескладання диференційованого заліку або екзамену допускається не більше двох разів. Друге перескладання диференційованого заліку або екзамену у курсантів (слухачів, студентів) приймає комісія, яка створюється керівником (начальником, завідувачем) кафедри.
Також встановлено, що курсанти (слухачі, студенти), які під час семестрового контролю отримали оцінки "незадовільно" з трьох і більше навчальних дисциплін або при другому повторному перескладанні комісії диференційованого заліку чи екзамену отримали оцінку "незадовільно", відраховуються з ВВНЗ (ВНП ВНЗ).